# 捉鬼
捉鬼是指人們调查並追捕鬼魂的過程。當有地方据称出現鬼魂時，有些人就會去現場一探究竟。通常捉鬼者認為世界上真的有鬼而且會舉出鬼魂存在的證據。
捉鬼的過程因為被指違反科学而受到外界批評，而且也没有任何證據能够證明世界上真的有鬼。 科学史學者布赖恩·瑞格尔表示捉鬼這一行為本身就是徒勞的。 
捉鬼者聲稱通過包括数字温度计、数码相机、攝影機、热成像仪、夜視鏡在內的各種設備去調查鬼魂。他們還會去實地探訪鬧鬼的地方、找當地人面談以及了解鬧鬼的历史。 